# الأميرة أماليا من السويد
الأميرة أماليا السويدية (بالسويدية: Amalia av Sverige) (أماليا ماريا شارلوتا ؛ 22 فبراير 1805 في ستوكهولم - 31 أغسطس 1853 في أولدنبورغ ) كانت أميرة سويدية ، ابنة الملك غوستاف الرابع أدولف ملك السويد وفريديريكا من بادن .

## الحياة
بعد الولادة ، نشأت تحت إشراف الحاكمة الملكية شارلوت ستيرنلد . غادرت أماليا السويد مع أسرتها بعد عزل والدها نتيجة انقلاب عام 1809 ، ونشأت في بلد والدتها الأم بادن .
كانت تعاني من الكساح وتوفيت بدون زواج أو أطفال. كانت مهتمة بالموسيقى وكانت صديقة لجيني ليند .